# Louis Jamme
Pour les articles homonymes, voir Jamme.
Lambert Jean Louis Jamme, né le 15 octobre 1779 à Liège où il est mort le 12 février 1848, est un industriel devenu le premier bourgmestre de Liège après la révolution belge.

## Biographie
Jusqu'au 6 octobre 1830, une garnison hollandaise occupe la citadelle de Liège, mais celle-ci doit se rendre car tous les approvisionnements ont été interceptés par les liégeois.  Le 11 novembre, le Conseil communal tient sa première réunion présidée par le nouveau bourgmestre élu le 2 novembre.
Frappé par un commencement de paralysie, Jamme doit quitter sa fonction de bourgmestre en 1838. Il est également membre de la Chambre des représentants d'août 1831 à juin 1832.
Jamme crée en 1835 l'Académie royale des beaux-arts de Liège.

## Hommage
À Liège une rue du quartier d'Outremeuse, la rue Louis Jamme, porte son nom.